# BMW R 100 R
Die BMW R 100 R ist ein Motorrad der Bayerischen Motoren Werke AG, BMW Motorrad Deutschland.
Das Naked Bike war vorwiegend für den nordamerikanischen Markt konzipiert. Bei der Sonderausgabe der „Classic“-Serie von BMW wurden Anfang der 1990er-Jahre ein letztes Mal luftgekühlte Zweiventil-Boxermotoren verwendet. Es wurde auch ein kleineres Schwestermodell R 80 R angeboten.
Nach 20.589 im BMW-Werk Berlin gefertigten R 100 R endete die Produktion des Modells Ende 1996.

## Technik

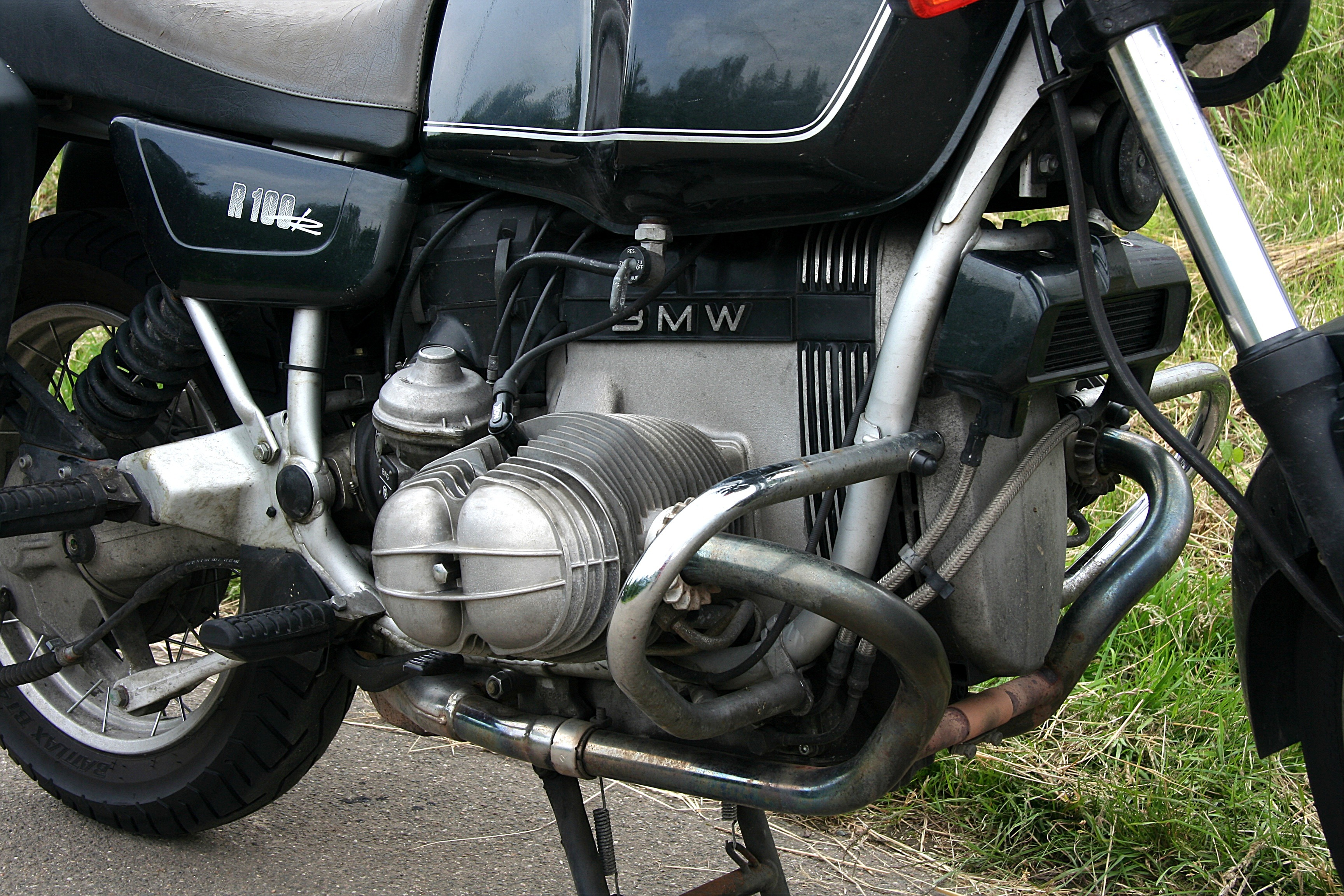
Motor der R 100 R „Roadster“

Der luftgekühlte Zweizylinder-Viertakt-Boxermotor des Modells mit untenliegender, kettengetriebener Nockenwelle und je zwei über Stoßstangen bewegten Kipphebeln für die Ventilsteuerung erreicht bei einem Hubraum von rund 980 cm³ eine Nennleistung von 44 kW (60 PS) bei 6500/min. Das Benzin-Luft-Gemisch (Normalbenzin) erzeugen zwei Gleichdruckvergaser; die Zündung ist transistorgesteuert. Das Hinterrad wird über eine Einscheiben-Trockenkupplung, ein Fünfganggetriebe, Kardanwelle und ein Umlenkgetriebe angetrieben. Der Kraftstofftank fasst 24 Liter. Vollgetankt wiegt das Motorrad 218 kg, das zulässige Gesamtgewicht wird mit 465 kg angegeben.

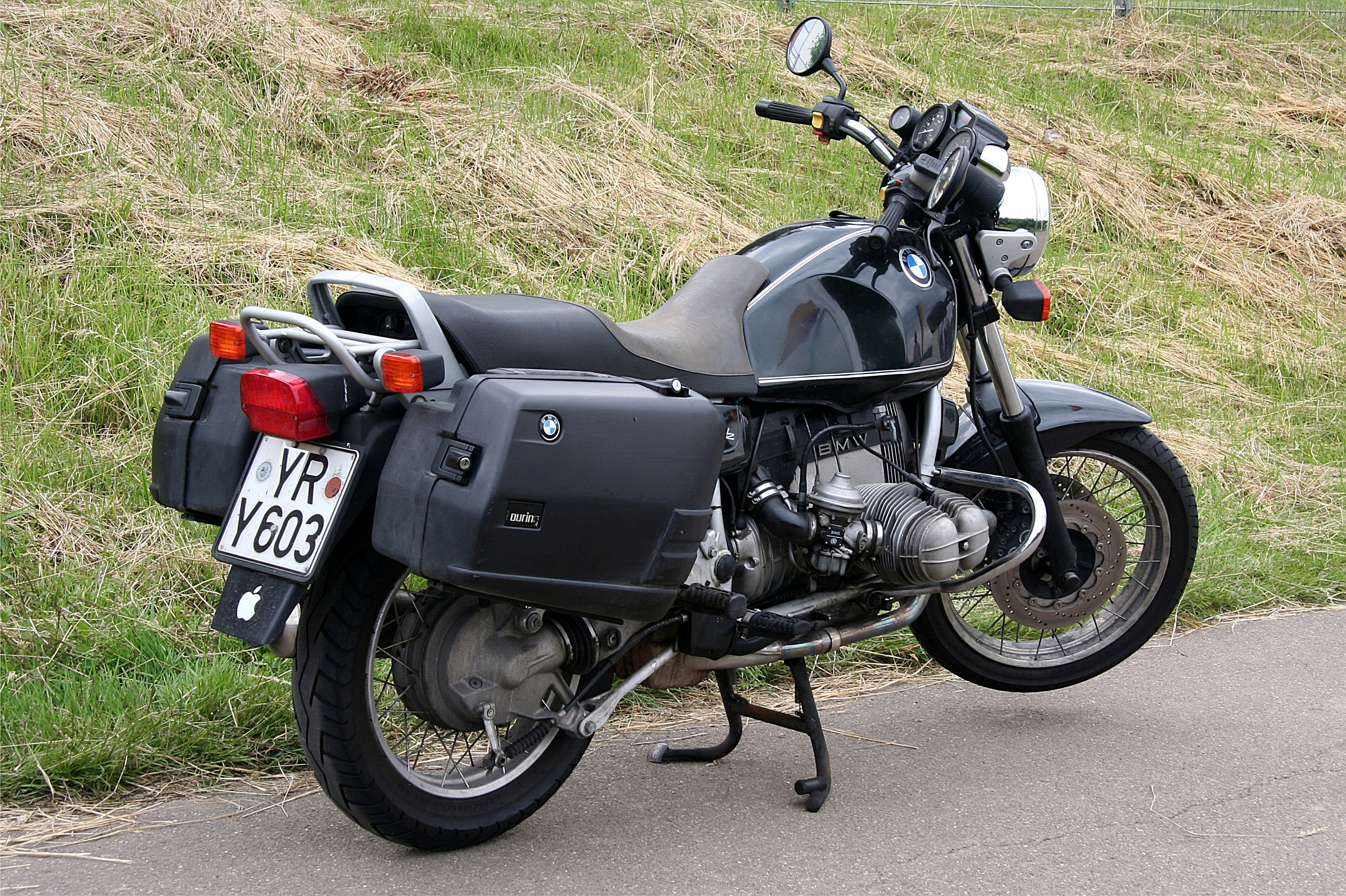
R 100 R „Roadster“

Das Fahrwerk basiert auf einem Doppelschleifen-Stahlrohrrahmen mit Teleskopgabel und einer hinteren Einarmschwinge mit rechtsseitig angeordnetem, vielfach verstellbarem Mono-Federbein. Die Schwinge hat die BMW-Paralever-Lastabstützung zur Reduzierung der antriebsbedingten Aufstellkräfte. Vorn hat die R 100 R zwei Brembo-Scheibenbremsen (auf Wunsch ab Werk, sonst mit Mono-Scheibenbremse) mit Vierkolben-Festsätteln und hinten eine Trommelbremse. Das Fahrwerk wird durch Aluminium-Speichenräder mit gekreuzten Edelstahlspeichen (außen gespeicht, zur Verwendung schlauchloser Reifen) komplettiert. Die Abgasanlage ist entsprechend den neueren BMW-Modellen mit Einarmschwinge als 2-in-1-Anlage ausgeführt, wobei die Krümmer traditionell einwandig gefertigt (was an farbigen Anlaufspuren zu erkennen ist) und durch ein Resonanzrohr verbunden sind. Der gemantelte Schalldämpfer ist aus Edelstahl, der große Sammler und die Krümmer aus normalem Stahl.

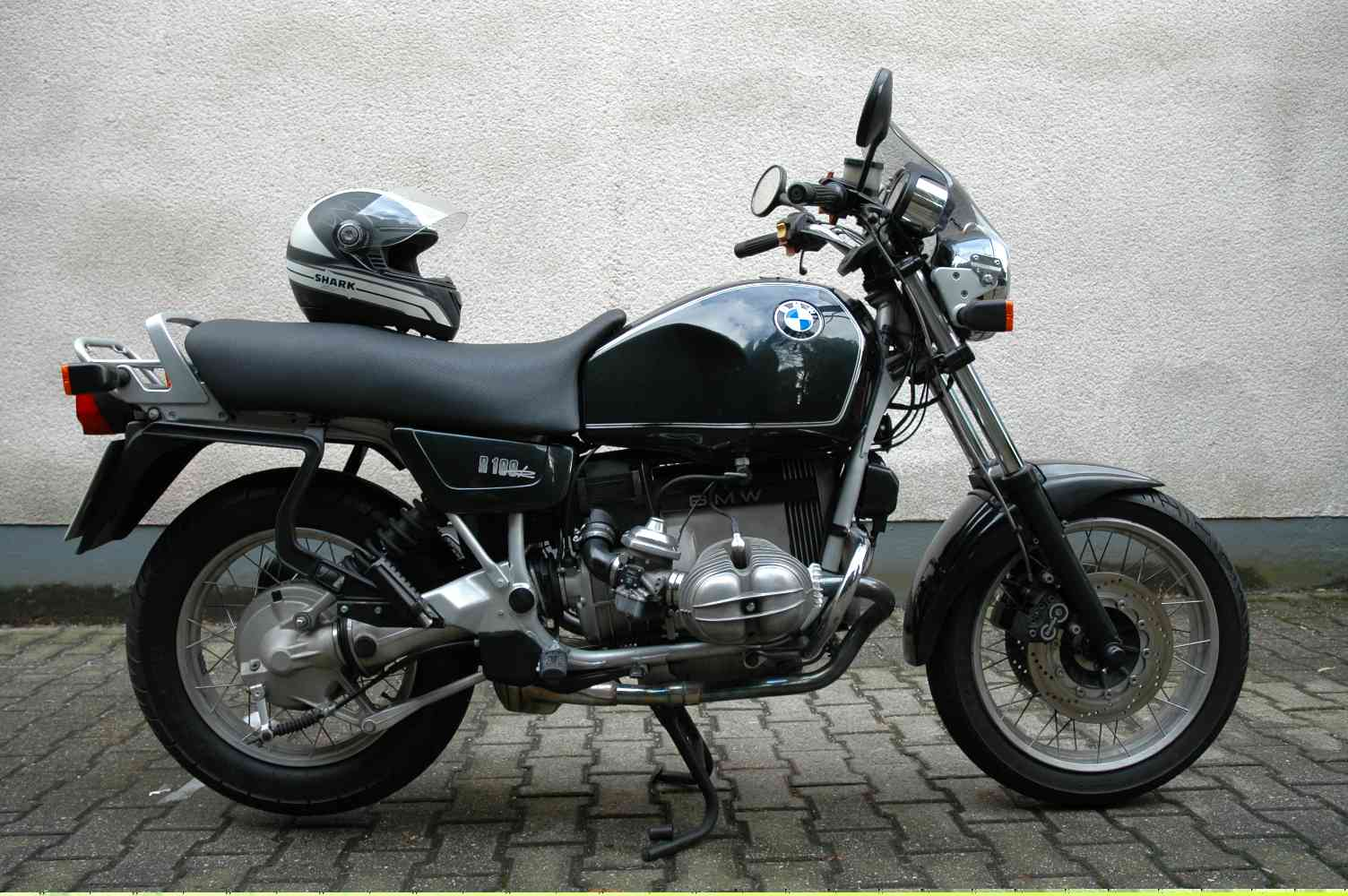
R 100 R "Classic", letzte Serie mit Paralever

## Technische Daten
| Kraftstoff: Normalbenzin 91 ROZ | Verbrauch: 4,9 l/100 km (bei konstant 90 km/h) | Tankvolumen: 24          |
| Bohrung: 94,0 mm | Hub: 70,6 mm                                   | Verdichtung: 8,5 : 1     |
| Bereifung vorne: 110/80VB18 | Bereifung hinten: 140/80VB17                   | Zuladung: ~ 240 kg       |
| Fahrwerk: Teleskopgabel 41 mm vorn, Einarmschwinge (Paralever) mit Mono-Federbein (Federbasis und Zugstufendämpfung verstellbar), Doppelschleifen-Stahlrohrrahmen |                                                |                          |
| Gewicht (fahrbereit): 218 kg | Ähnliche Modelle: R 80 R                       | Ähnliche Modelle: R 80 R |